# Planète hurlante 2
Série
Planète hurlante
(1995)
Pour plus de détails, voir Fiche technique et Distribution.
Planète hurlante 2 (Screamers: The Hunting) est un film canadien réalisé par Sheldon Wilson et sorti en 2009. Il fait suite à Planète hurlante de Christian Duguay sorti en 1995.

## Synopsis
Une équipe enquête sur Sirius 6-B, planète censée être déserte après la destruction des « Screamers », après avoir reçu un signal de détresse.

## Fiche technique
- Titre français : Planète hurlante 2
- Titre original : Screamers: The Hunting
- Réalisation : Sheldon Wilson
- Scénario : Tom Berry et Miguel Tejada-Flores, d'après la nouvelle Nouveau Modèle de Philip K. Dick
- Musique : Benoit Grey
- Photographie : John P. Tarver
- Montage : Isabelle Levesque
- Production : Paul Pope et Stefan Wodoslawsky
- Société de production : Pope Productions
- Pays de production :  Canada
- Genre : Action, horreur, science-fiction et thriller
- Durée : 95 minutes
- Date de sortie : 
  - États-Unis : janvier 2009

## Distribution
- Gina Holden : lieutenant Victoria Bronte
- Jana Pallaske : Schwartz
- Lance Henriksen : Orsow
- Greg Bryk : commandant Andy Sexton
- Christopher Redman : Rafe Danielli
- Tim Rozon : Madden
- Dave Lapommeray : sergent Romulo
- Jody Richardson : Soderquist
- Stephen Amell : Guy
- Holly Uloth : Hannah
- Darryl Hopkins : Dwight
- Stephen Lush : Bryce
- Lynley Hall : Jessie

## Accueil
SciFi-Universe qualifie le film de « direct-to-DVD d'une qualité très honorable ».